# Ab ovo

Ab ovo este o expresie în latină care apare în „Arta poetică” de Horațiu, în versul 147, și care poate fi tradusă ca „De la ou”, adică „de la naștere”, „de la început”:
Nec reditum Diomedis ab interitu Meleagri,
nec gemino bellum Troianum orditur ab ovo;
semper ad eventum festinat et in medias res
non secus ac notas auditorem rapit... (Ars poëtica 146-149)
Poetul latin îl laudă pe Homer că în „Iliada” a început povestea războiului Troiei de la mânia lui Ahile și nu ab ovo, adică de la nașterea frumoasei Elena, care conform legendei, s-a născut din oul Ledei.
Horațiu a întâlnit expresia în graiul poporului, care atunci când voia să spună „să începem cu începutul”, sau cum zicem noi în zilele noastre „s-o luăm de la A”, foloseau expresia „ab ovo”.

## Legături externe
- „Ab ovo” la citate celebre cogito.ro, accesat pe 9 mai 2015